# Kim Jin-woo (calciatore)
Kim Jin-woo (김진우?, 金珍友?; Suwon, 9 ottobre 1975) è un ex calciatore sudcoreano, di ruolo centrocampista.

## Statistiche

### Cronologia presenze e reti in Nazionale
| Cronologia completa delle presenze e delle reti in nazionale ― Corea del Sud | Cronologia completa delle presenze e delle reti in nazionale ― Corea del Sud | Cronologia completa delle presenze e delle reti in nazionale ― Corea del Sud | Cronologia completa delle presenze e delle reti in nazionale ― Corea del Sud | Cronologia completa delle presenze e delle reti in nazionale ― Corea del Sud | Cronologia completa delle presenze e delle reti in nazionale ― Corea del Sud | Cronologia completa delle presenze e delle reti in nazionale ― Corea del Sud | Cronologia completa delle presenze e delle reti in nazionale ― Corea del Sud |
| Data                                                                         | Città                                                                        | In casa                                                                      | Risultato                                                                    | Ospiti                                                                       | Competizione                                                                 | Reti                                                                         | Note                                                                         |
| ---------------------------------------------------------------------------- | ---------------------------------------------------------------------------- | ---------------------------------------------------------------------------- | ---------------------------------------------------------------------------- | ---------------------------------------------------------------------------- | ---------------------------------------------------------------------------- | ---------------------------------------------------------------------------- | ---------------------------------------------------------------------------- |
| 21-1-1997                                                                    | Auckland                                                                     | Nuova Zelanda                                                                | 0 – 1                                                                        | Corea del Sud                                                                | Amichevole                                                                   | -                                                                            | 71’ 75’                                                                      |
| 23-1-1997                                                                    | Palmerston North                                                             | Nuova Zelanda                                                                | 0 – 0                                                                        | Corea del Sud                                                                | Amichevole                                                                   | -                                                                            | 83’                                                                          |
| Totale                                                                       |                                                                              | Presenze                                                                     | 2                                                                            |                                                                              | Reti                                                                         | 0                                                                            |                                                                              |